# Dennstaedtia dissecta
Dennstaedtia dissecta là một loài thực vật có mạch trong họ Dennstaedtiaceae. Loài này được (Sw.) T. Moore miêu tả khoa học đầu tiên năm 1861.